# هفت فرشته ارشد

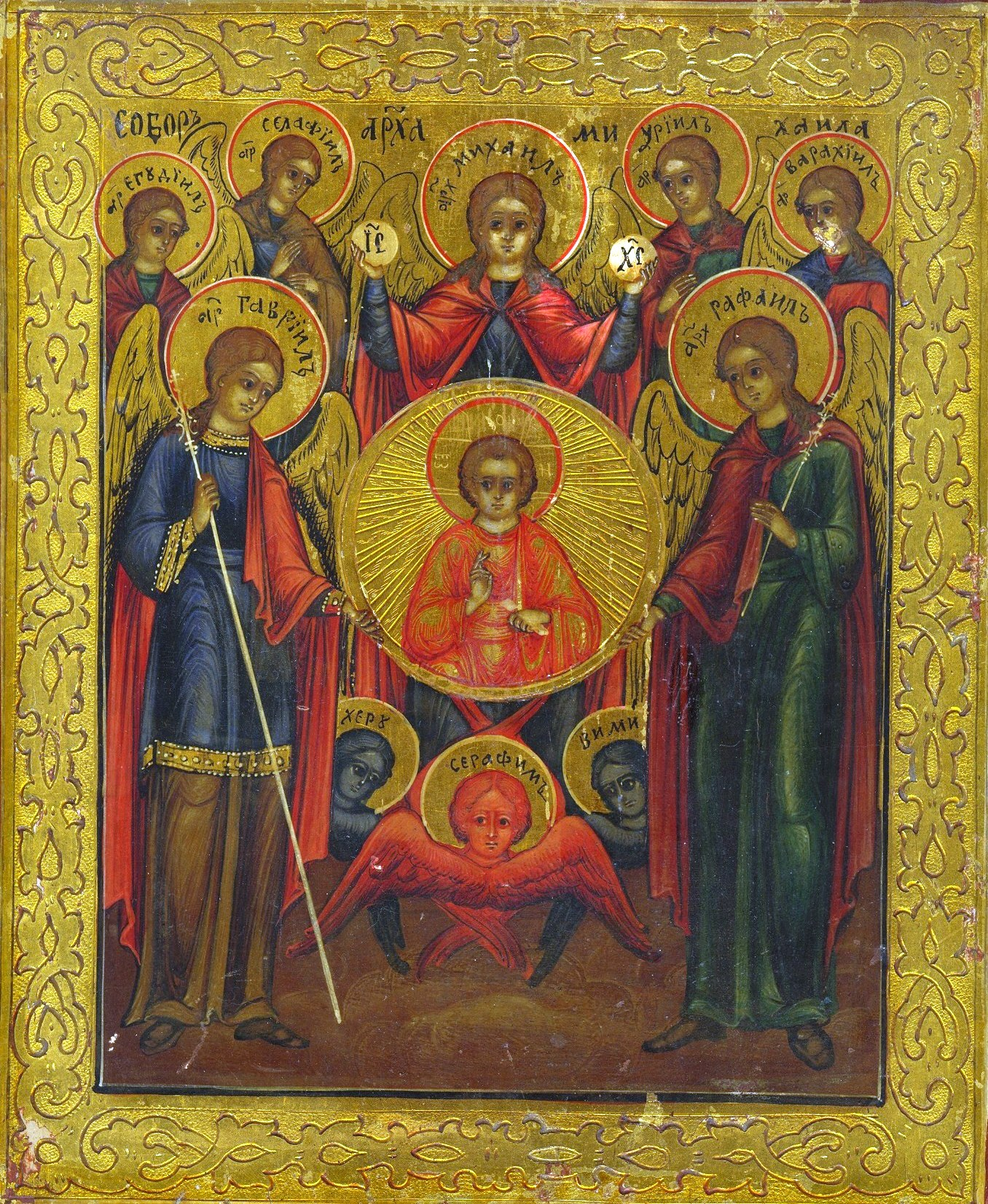
نماد کلیسای ارتدکس روسیه مجمع فرشته میکائیل. تمپر روی چوب. نمایش هفت فرشته. مایکل در مرکز، بالای ماندورلای مسیح. گابریل و رافائله به ترتیب در سمت چپ و راست در کنار هم ایستاده‌اند. پشت سر آنها، از چپ به راست یهودیل، سلافیل، آوریل و باراکیل.

هفت فرشته ارشد (به انگلیسی: Seven Archangels)مفهوم هفت فرشته در برخی از آثار ادبیات اولیه یهود و مسیحیت یافت می‌شود. در آن متون از آنها به عنوان فرشتگانی که مستقیماً به خدا خدمت می‌کنند اشاره شده است.
کلیسای کاتولیک هفت فرشته را گرامی می‌دارد: در مسیحیت لاتین، سه نفر به نام (مایکل، گابریل و رافائل) خوانده می‌شوند، در حالی که کلیساهای کاتولیک شرقی از هفت فرشته نام می‌برند. سنت‌های لوترانیسم و انگلیکانیسم به‌طور کلی چهار فرشته شناخته شده را می‌شناسند: میکائیل، گابریل، رافائل و گاهی اوریل. کلیساهای پروتستان غیر مذهبی اغلب فقط گابریل و میکائیل را ستایش می‌کنند.
در بخش‌هایی از مسیحیت ارتدوکس شرقی و مسیحیت ارتدوکس شرقی، ممکن است هشت فرشته از جمله میکائیل، گابریل، رافائل، آوریل، و همچنین سالاتیل، جگودیل، باراکیل و جرمیل (در سنت قبطی، چهار فرشته آخری به عنوان سورائیل نامیده می‌شوند) تجلیل شوند. سکاکائیل، ساراثائیل و هنائیل). به عنوان هشت فرشته اصلی بزرگداشت می‌شوند.

## کتاب مقدس
خود واژه فرشته در انجیل عبری یا عهد عتیق مسیحی یافت نمی‌شود و در عهد جدید یونانی واژه فرشته تنها در اول تسالونیکیان ۴ (اول تسالونیکیان ۴:۱۶) و رساله یهودا (یهودا ۱:۹) وجود دارد. جایی که از میکائیل استفاده می‌شود که در دانیال ۱۰ (دانیال ۱۰:۱۲) «یکی از شاهزادگان ارشد» و «شاهزاده بزرگ» نامیده می‌شود. در Septuagint، این «فرشته بزرگ» ترجمه شده است.
ایده هفت فرشته به صراحت در کتاب تثنیه/آخرینی توبیت بیان شده است، زمانی که رافائل خود را آشکار می‌کند و اعلام می‌کند: "من رافائل هستم، یکی از هفت فرشته ای که در حضور باشکوه خداوند ایستاده و آماده خدمت به او هستم. " (توبیت ۱۲٬۱۵) دو فرشته دیگر که با نام در انجیل مورد استفاده کاتولیک‌ها و پروتستان‌ها ذکر شده‌اند، فرشته میکائیل و فرشته جبرئیل هستند. آوریل در ۲ اسدراس (۴: ۱ و ۵: ۲۰) و جراحمیل در ۲ اسدرا ۴: ۳۶ نام برده شده است، کتابی که توسط کلیسای ارتدکس اتیوپی، کلیسای ارتدکس گرجستان و روسیه به عنوان کتاب متعارف در نظر گرفته شده است، و در بخش آپوکریفا کتاب مقدس پروتستانی قرار می‌گیرد که توسط لوتری‌ها و آنگلیکن‌ها استفاده می‌شود. نام دیگر فرشتگان از سنت آمده است.
زکریا ۴٬۱۰ در مورد "هفت شادی" می‌گوید که "چشم‌های خداوند است که تمام زمین را به سوی و از طرف دیگر می‌گرداند. که "در پیشگاه خدا ایستاده و هفت شیپور به آنها داده شد." به همین ترتیب، مکاشفه ۱۶ (مکاشفه ۱۶:۱) نشان می‌دهد: «و صدای بلندی از معبد شنیدم که به هفت فرشته می‌گفت (یونانی باستان: ἑπτὰ ἀγγέλοις[۷]): بروید و هفت کاسه خشم خدا را بریزید. به زمین." در نهایت، مکاشفه ۴ و مکاشفه ۵ (مکاشفه ۴: ۵) از "هفت روح" (یونانی باستان: τα ἑπτά Πνεύματα، ترجمه شده به "ta hepta Pneumata" - که هویت آنها به خوبی مشخص نشده است - نام می‌برند که "هفت چراغ آتش هستند. که] جلوی تاج و تخت می‌سوختند»

## آخرالزمان کتاب مقدس
یکی از این سنت‌های فرشتگان از کتاب مقدس عهد عتیق، کتاب ناظران قرن سوم پیش از میلاد، که به عنوان خنوخ یا کتاب خنوخ شناخته می‌شود، می‌آید، و در نهایت در پنج‌کتب خنوخ ادغام شد. این روایت به کتاب غول‌ها وابسته است، که به فرشتگان بزرگ نیز اشاره می‌کند و بخشی از قانون کتاب مقدس کلیسای ارتدکس تواهدو اتیوپی است. اگرچه کتاب خنوخ در سنت‌های رسولی یهودی و مسیحی اولیه و پدران اولیه کلیسا رایج بود، اما به تدریج از جایگاه علمی و مذهبی خارج شد و تا قرن هفتم از متون مقدس متعارف سایر فرقه‌های مسیحی خارج شد.
نام فرشتگان در دوران اسارت بابل (۶۰۵ قبل از میلاد) وارد سنت یهودی شد. فولکلور و کیهان‌شناسی بابلی، و باورهای اولیه بین‌النهرین تحت تأثیر دوگانه آئین زرتشتی، حول بازنمایی‌های انسانی و زئومورفیک ستارگان، سیارات، و صورت‌های فلکی، از جمله چهار پسر آسمانی پدر حامل خورشید بالدار، تخت حکمت متمرکز شده است. . ابتدا دانیال نبی و سپس نویسندگانی مانند حزقیال این اسطوره را عبری کردند و صورت‌های فلکی بابلی را با اشکال انتزاعی که به عنوان «پسر خدایان»، فرشتگان خداوند اسرائیل و کروبیان حیوانات بهشتی شناخته می‌شوند، برابر دانستند. کتاب مَثَل ۲ قبل از میلاد (Ch XL) نام چهار فرشته ای را که با قدیم الایام همراهی می‌کنند، در برابر پروردگار ارواح ایستاده‌اند، «صدای کسانی که در چهار طرف هستند که جلال خداوند را گرامی می‌دارند» نام می‌برد: میکائیل، رافائل، جبرئیل، و فانوئل
کتاب ناظران (فصل نهم) فرشتگانی را فهرست می‌کند که در دوران پیش از طوفان از جانب بشر علیه ارواح سرکش به نام «ناظر» شفاعت می‌کردند: میکائیل، گابریل، رافائل و آوریل.
فرشته ناظر نوعی فرشته کتاب مقدس است. این کلمه به دو صورت جمع و مفرد در کتاب دانیال (قرن دوم قبل از میلاد) آمده است، جایی که به قدوسیت موجودات اشاره شده است. کتاب‌های آخرالزمانی خنوخ (قرن دوم تا یکم قبل از میلاد) به ناظران خوب و بد اشاره می‌کنند، با تمرکز اصلی بر سرکشان.

## سنت‌های مسیحی

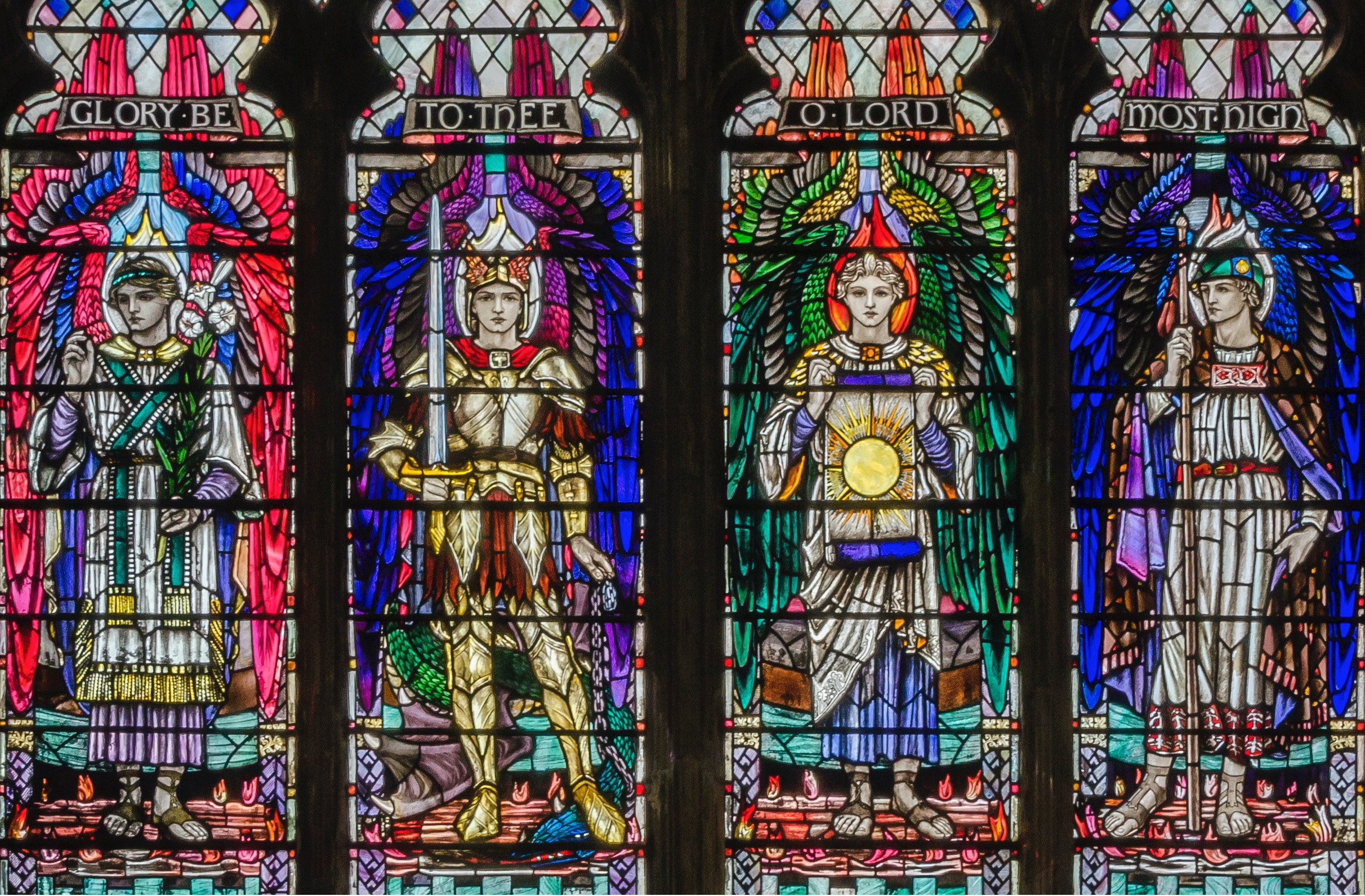
چهار فرشته ارشد به ترتیب جبرئئل و مکائیل و...

اولین ارجاعات خاص مسیحی در اواخر قرن پنجم تا اوایل قرن ششم است: شبه دیونیسیوس آنها را به عنوان میکائیل، گابریل، رافائل، آوریل، کامائیل، جوفیل، و زادکیل آورده است. در روایات مسیحی غربی، از میکائیل، جبرئیل و رافائل به عنوان فرشتگان بزرگ یاد شده است. با این حال، کلیسای کاتولیک از طریق سنت بیزانسی خود هفت فرشته را در مجموع به رسمیت می‌شناسد، گاهی اوقات نام و گاهی بدون نام غیر از سه مورد ذکر شده در بالا.
فهرست‌هایی از شخصیت‌هایی که به آنها «فرشتگان» گفته می‌شود در سنت‌های مذهبی کوچک‌تر نیز وجود دارد که معمولاً به عنوان غیبت یا خرافه در نظر گرفته می‌شوند. اشاره ای به هفت فرشته در طلسم قرن ۸ یا ۹ منسوب به Auriolus، «بنده خدا» در شمال غربی اسپانیا ظاهر شد. او دعایی به «همه شما پدرسالاران میکائیل، گابریل، سسیتیل، آوریل، رافائل، آنانیل، مارمونیل می‌کند.

## دیگر مذاهب
در اسماعیلیه، هفت کروبی وجود دارد که با هفت فرشته ای که دستور تعظیم در برابر انسان داشتند، قابل مقایسه است که ابلیس از آنها امتناع می‌کند.
در آیین یزید هفت فرشته به نام‌های جبرائیل، میکائیل، رافائل (اسرافیل)، دادرائیل، عزرایل، شمکیل (شمنائیل) و عزازیل وجود دارد که برخاسته‌هایی از جانب خداوند هستند که سرپرستی آنها را بر عهده دارند.
سیستم‌های مخفی مختلف هر فرشته‌ای را با یکی از «هفت نور» سنتی (سیارات کلاسیک قابل مشاهده با چشم غیر مسلح) مرتبط می‌کنند: خورشید، ماه، عطارد، زهره، مریخ، مشتری و زحل؛ اما اختلاف نظر وجود دارد. کدام فرشته با کدام سیاره مطابقت دارد.
به گفته رودولف اشتاینر، چهار فرشته بر فصول حکومت می‌کنند: بهار رافائل، تابستان آوریل، پاییز مایکل و زمستان گابریل است.
به گفته هلنا پترونا بلاواتسکی، غیب‌شناس، هفت فرشته یک شکل از همگرایی میان ادیان مختلف بودند: آنها خدایان بزرگ کلدانی، هفت خدای سابی، هفت مأنوس هندو و هفت راشی، و همچنین هفت کرسی (تخت) و فضیلت بودند. از کابالیست‌ها.
در متن اولیه گنوسی دربارهٔ منشأ جهان، عصری به نام سوفیا هفت فرشته بزرگ را می‌فرستد تا آرکون ساباوت را نجات دهند و او را به آسمان هشتم بیاورند.